# Russula alutacea
Russula alutacea (Christian Hendrik Persoon, 1796 ex Elias Magnus Fries, 1838), denumită în popor pâinișoară, este o  specie de ciuperci comestibile din încrengătura Basidiomycota în familia Russulaceae și de genul Russula care coabitează, fiind un simbiont micoriza (formează micorize pe rădăcinile arborilor). Ea se poate găsi în România, Basarabia și Bucovina de Nord pe sol calcaros, crescând izolată sau în grupuri mai mici, în păduri de foioase, în special sub fagi și stejari. Buretele apare de la câmpie la munte, din (iunie) iulie până în octombrie.

## Descriere

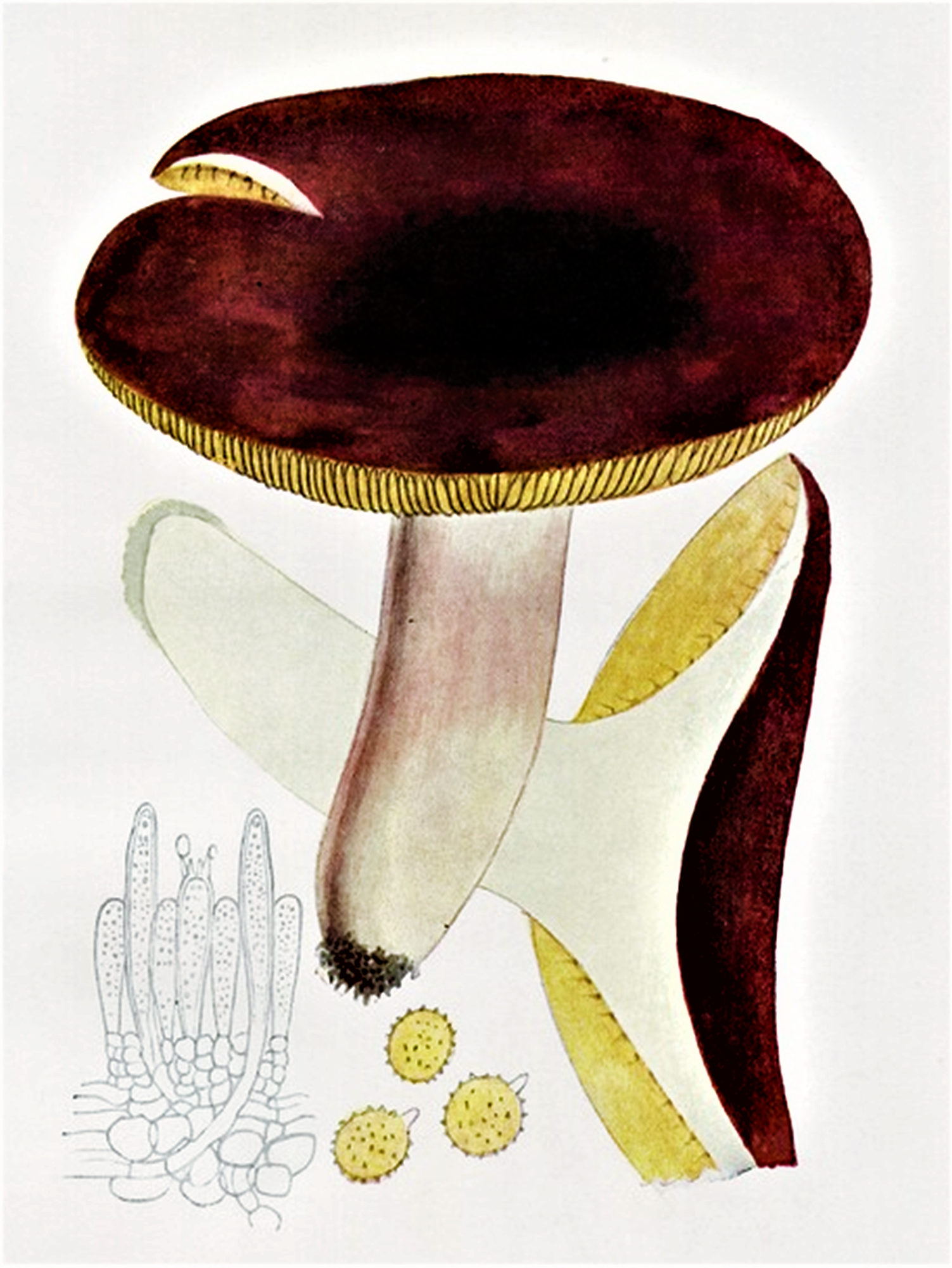
Bres.: Russula alutacea

- Pălăria: este de mărime medie pentru ciuperci plin dezvoltate cu un diametru de aproximativ 7-13 cm, inițial semisferică cu marginea răsfrântă spre picior, apoi boltită, în sfârșit plată, adâncită pronunțat în centru, cu marginea tocită. Cuticula care nu poate fi cojită, este netedă și lucioasă, la umezeală ceva lipicioasă. Culoarea diferă, putându-se schimba de la tipicul purpuriu la roșu de vin, brun-verzui și brun-măsliniu, mijlocul fiind câteodată gălbui.
- Lamelele: sunt numai puțin fragile, groase și bulboase, distanțate, bifurcate și transversale, ușor decurente la picior și acolo aderate dințat. Coloritul este galben până portocaliu, rar de ocru deschis.
- Piciorul: are o înălțime de 5-7 cm și o lățime de 1,5-2,5 cm, fiind cărnos, foarte consistent, cilindric, în tinerețe  plin, dar spongios la maturitate. Tija este albă, în partea de jos roză.
- Carnea: este densă și foarte compactă, albă, dar sub pălărie poate avea nuanțe gălbuie. Are obiceiul să crape foarte ușor la tensionare. Mirosul este slab fructuos și gustul plăcut, ca de nucă. Din păcate, soiul este deja tânăr tare năpădit de viermi, în special la bază.
- Caracteristici microscopice: are spori hialini (translucizi), mici, și rotunjori și aproape reticulari, având o mărime de 7,7-9,5 x 6,5-8,5 microni. Pulberea lor este galbenă.[4][5]

Există mai multe varietăți ale acestei ciuperci, câteva din ele destul de deschise în culoare.
- Reacții chimice: Buretele se decolorează cu fenol roșu-violet înfocat, ca și Russula olivascens.[5][6]

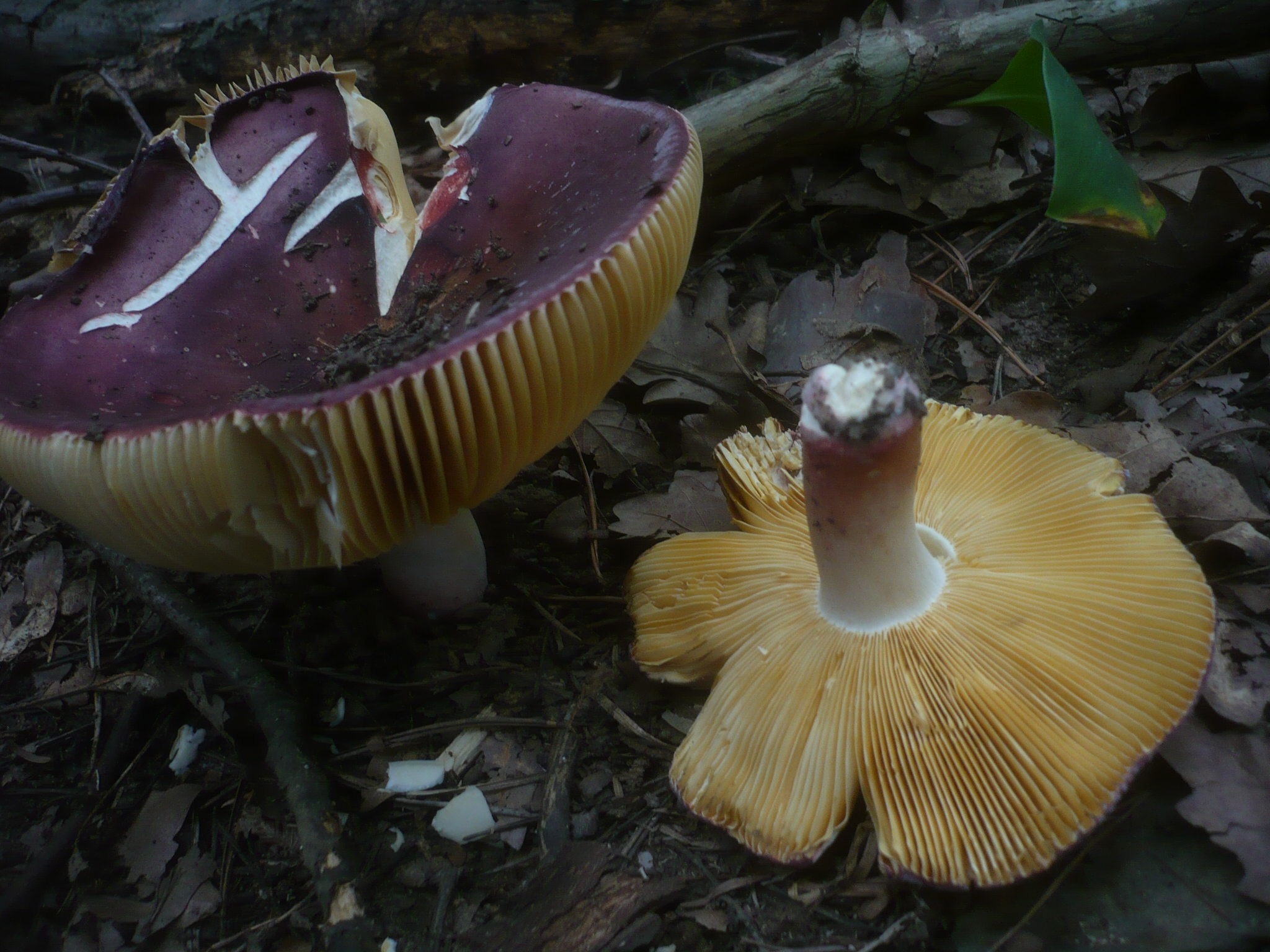
R.  alutacea bătrână: lamele și picior

## Confuzii
Datorit faptului, că lamelele pâinișoarei tind de la galben la ocru deschis, ea ar putea fi numai confundată cu Russula aurea, Russula integra, Russula olivacea, Russula romelii, Russula rubroalba, necomestibila Russula.badia sin. Russula friesii (miroase ca o cutie de țigări după cedru, dar și gustul este neplăcut). sau ușor otrăvitoarea Russula mesospora sin. Russula intermedia.
Dacă această însușire nu este dată în seamă, pâinișoara ar putea fi confundată de asemenea cu alte soiurile comestibile de genul Russula cum sunt: Russula atropurpurea, Russula aurea, Russula cyanoxantha, Russula decipiens, Russula decolorans, Russula flava, Russula mustelina,  Russula olivacea, Russula rosacea, Russula rosea sin. Russula lepida, Russula vesca Russula vinosobrunnea sau Russula xerampelina. 
În plus, specia poate fi confundată și cu specii iute sau otrăvitoare ca  Russula luteotacta, Russula pseudointegra, Russula queletii (otrăvitoare), Russula rhodopus respectiv Russula sanguinea.

## Specii asemănătoare

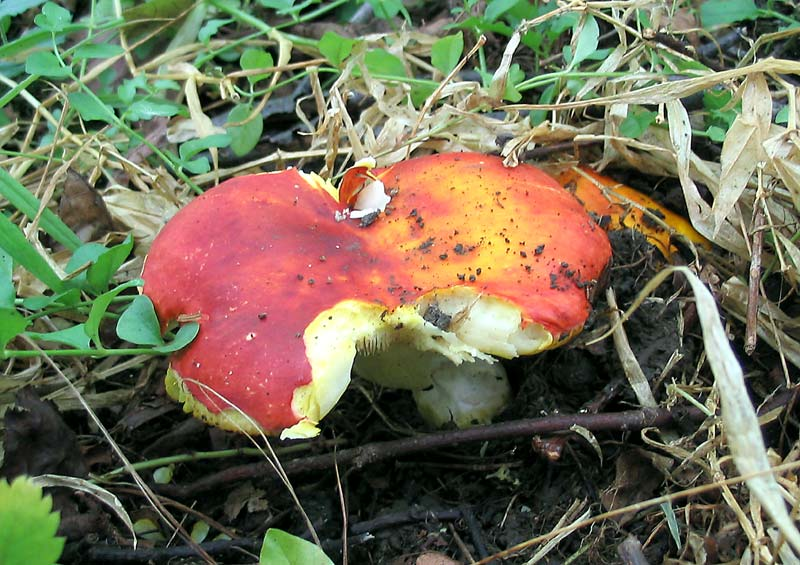
Russula aurea
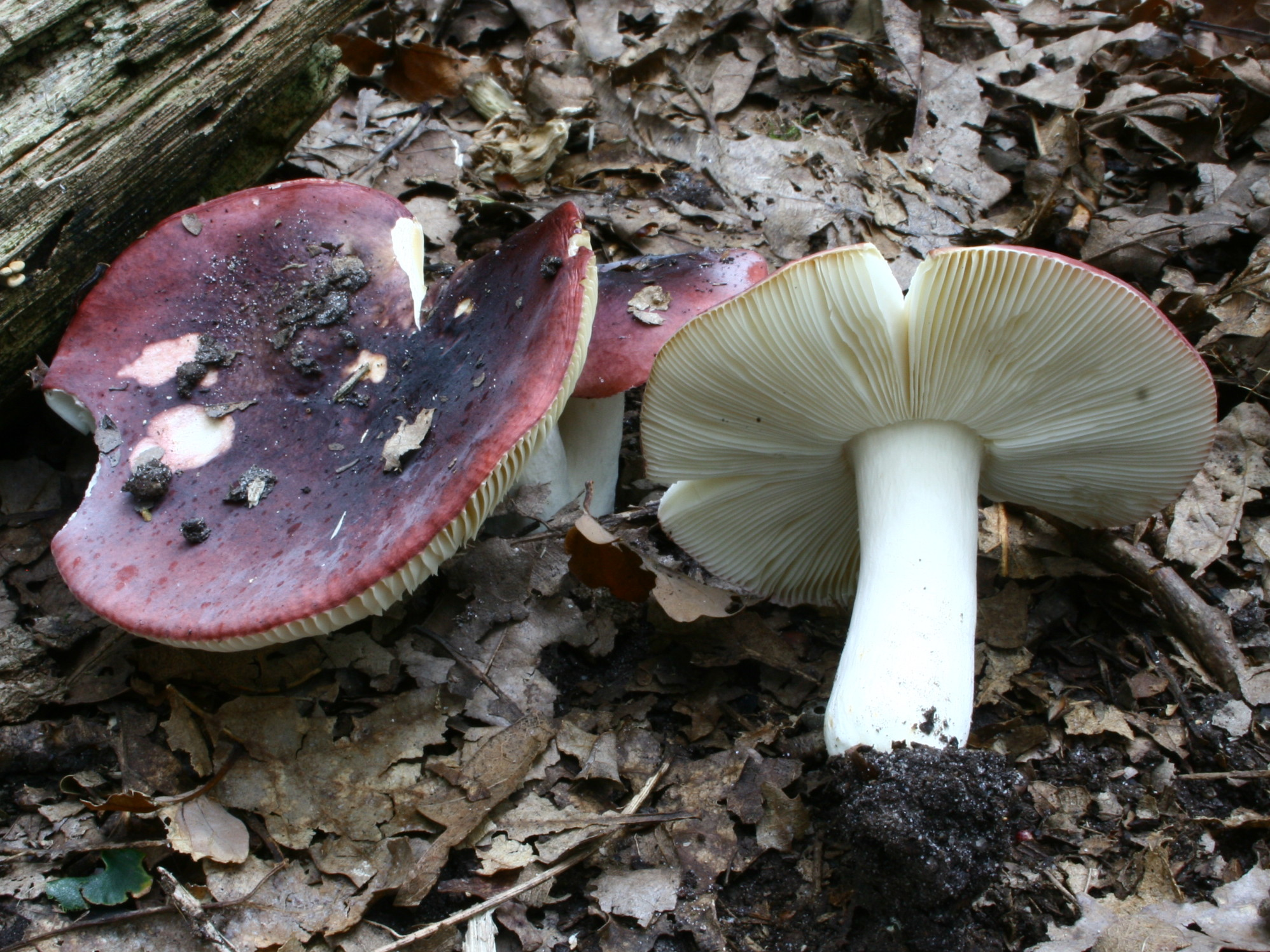
Russula atropurpurea
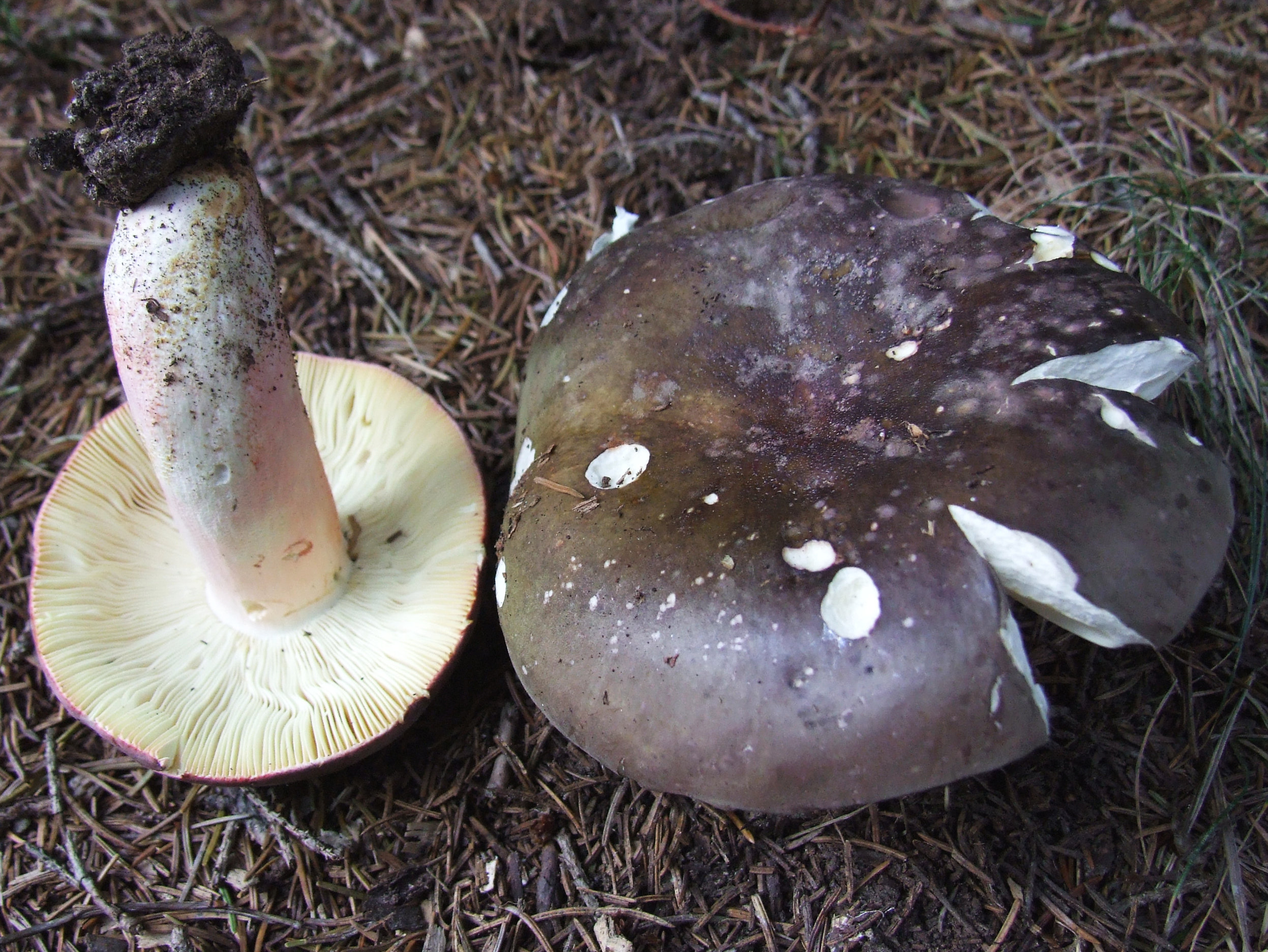
Russula cyanoxantha
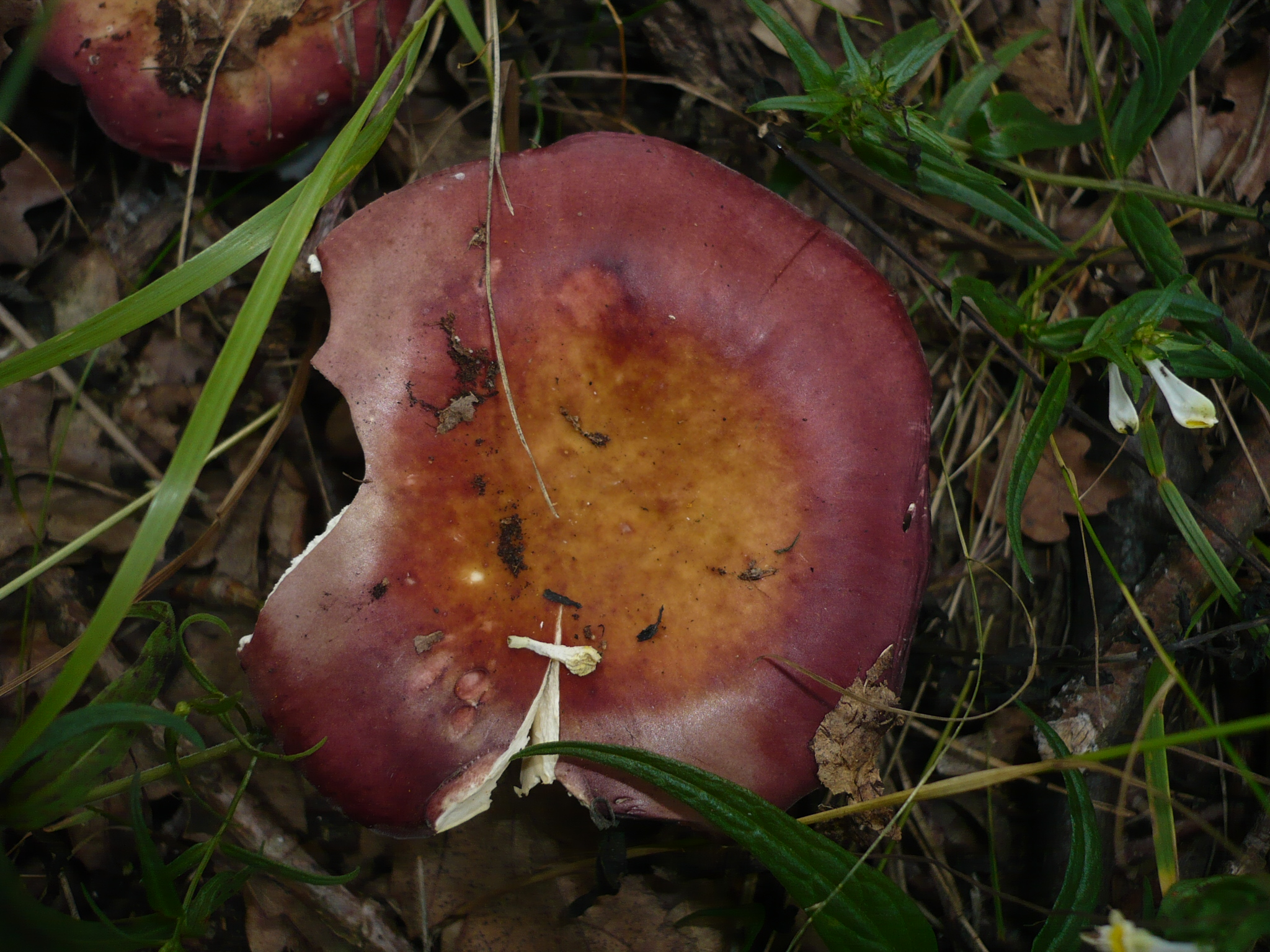
Russula decipiens
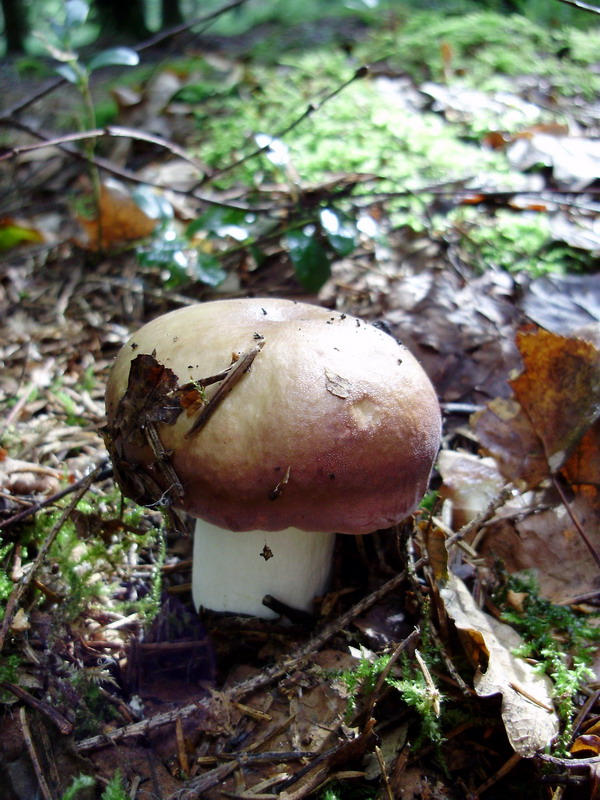
Russula decolorans
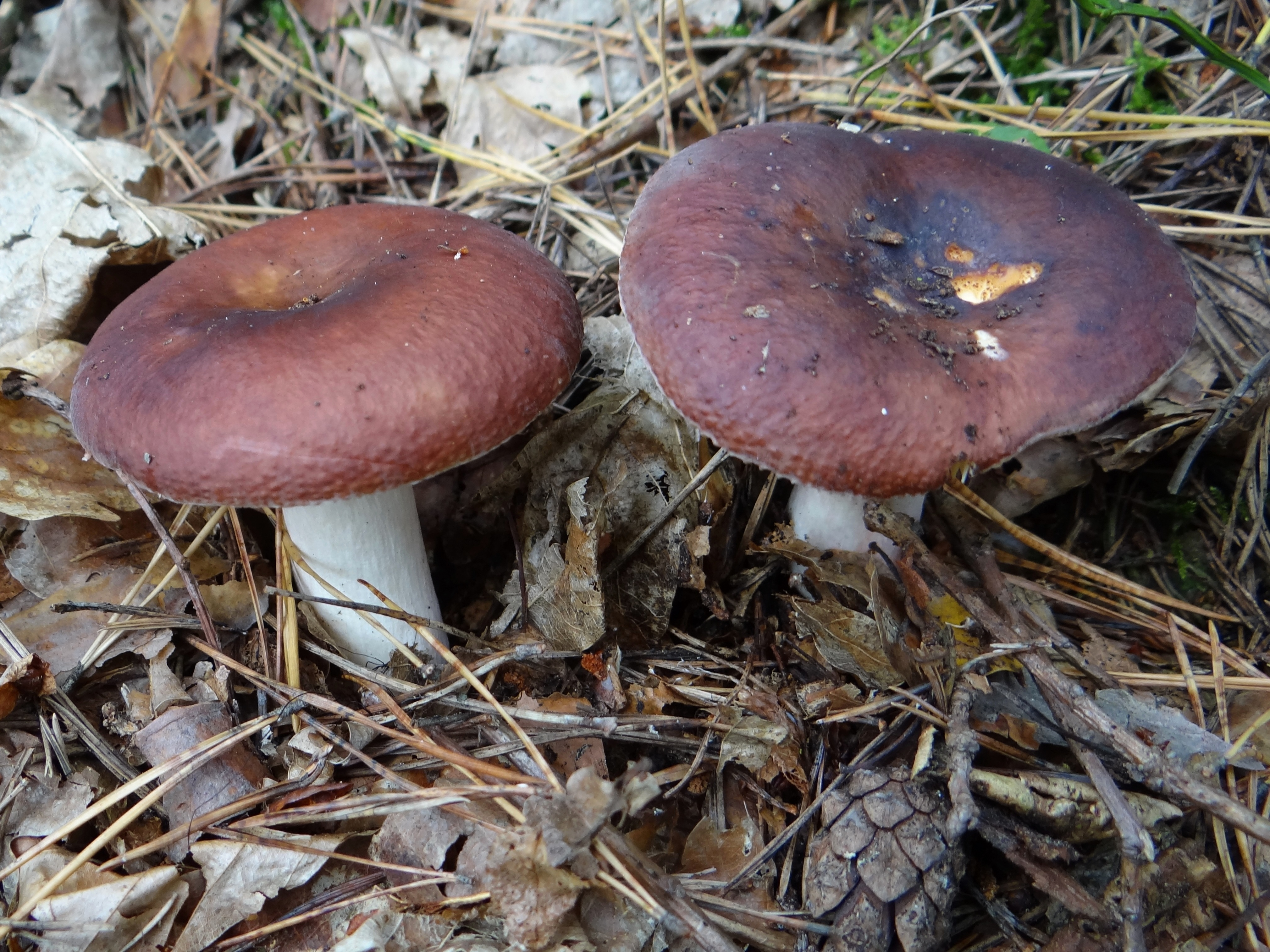
Russula integra
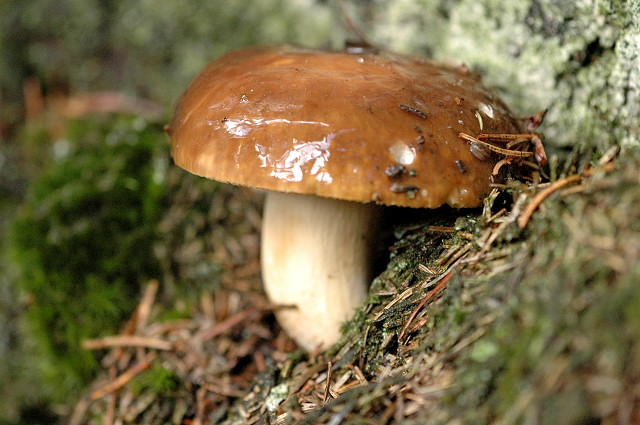
Russula mustelina
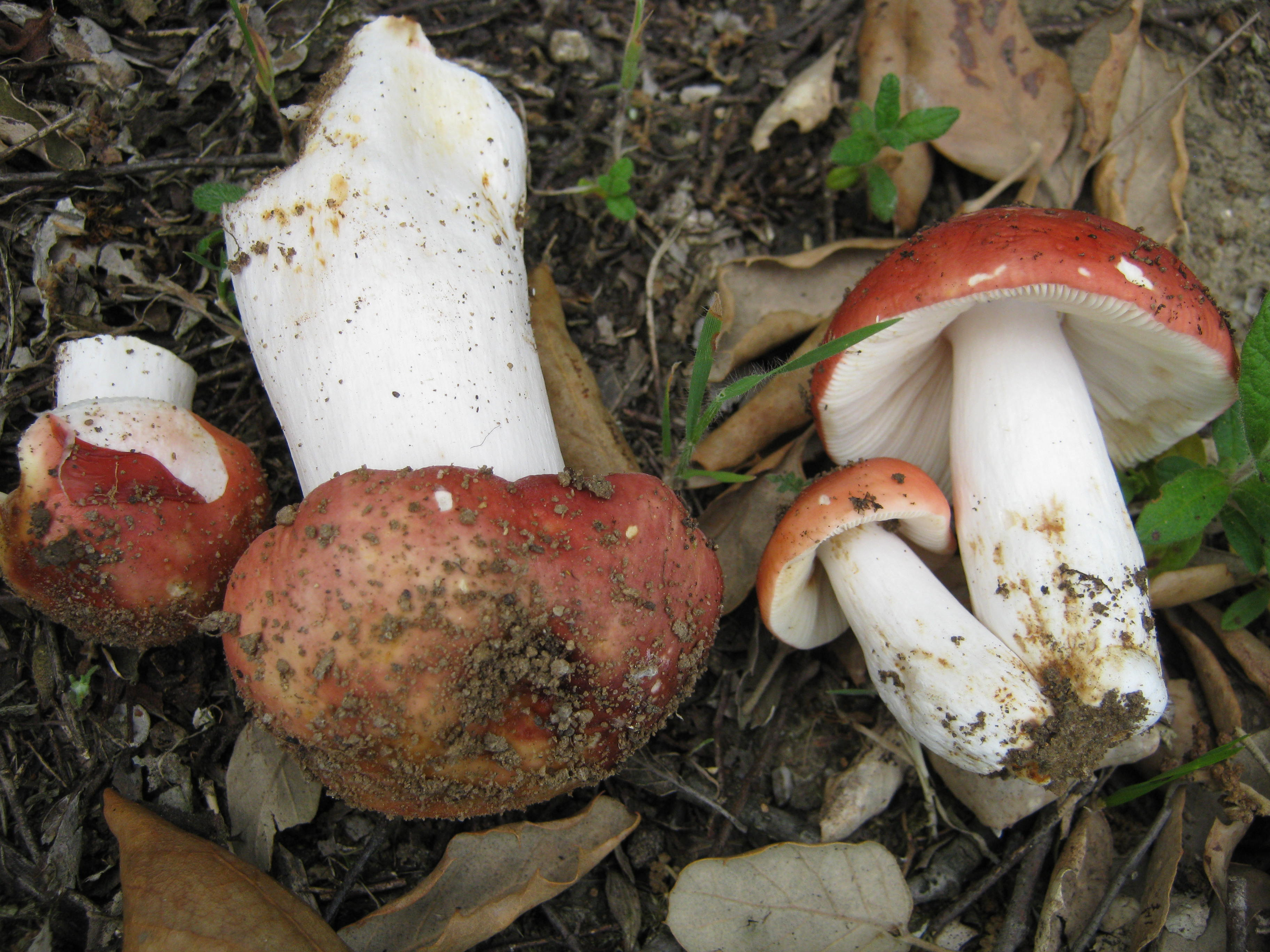
Russula rosea
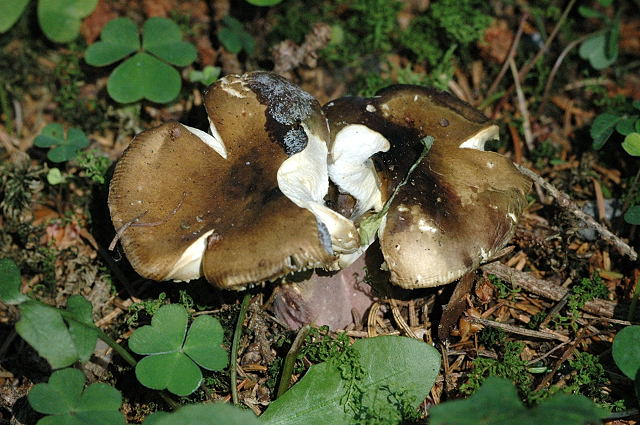
Russula.olivacea
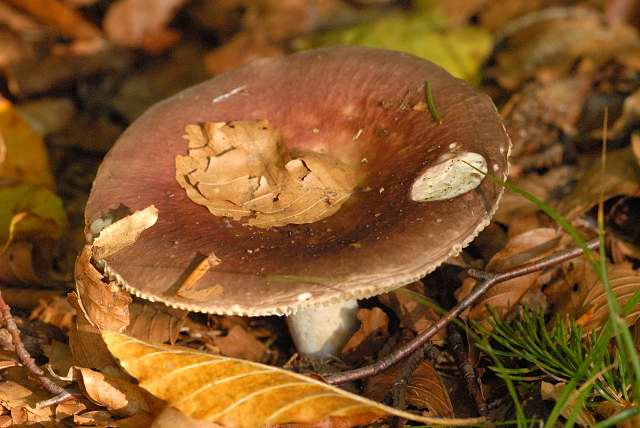
Russula romelii

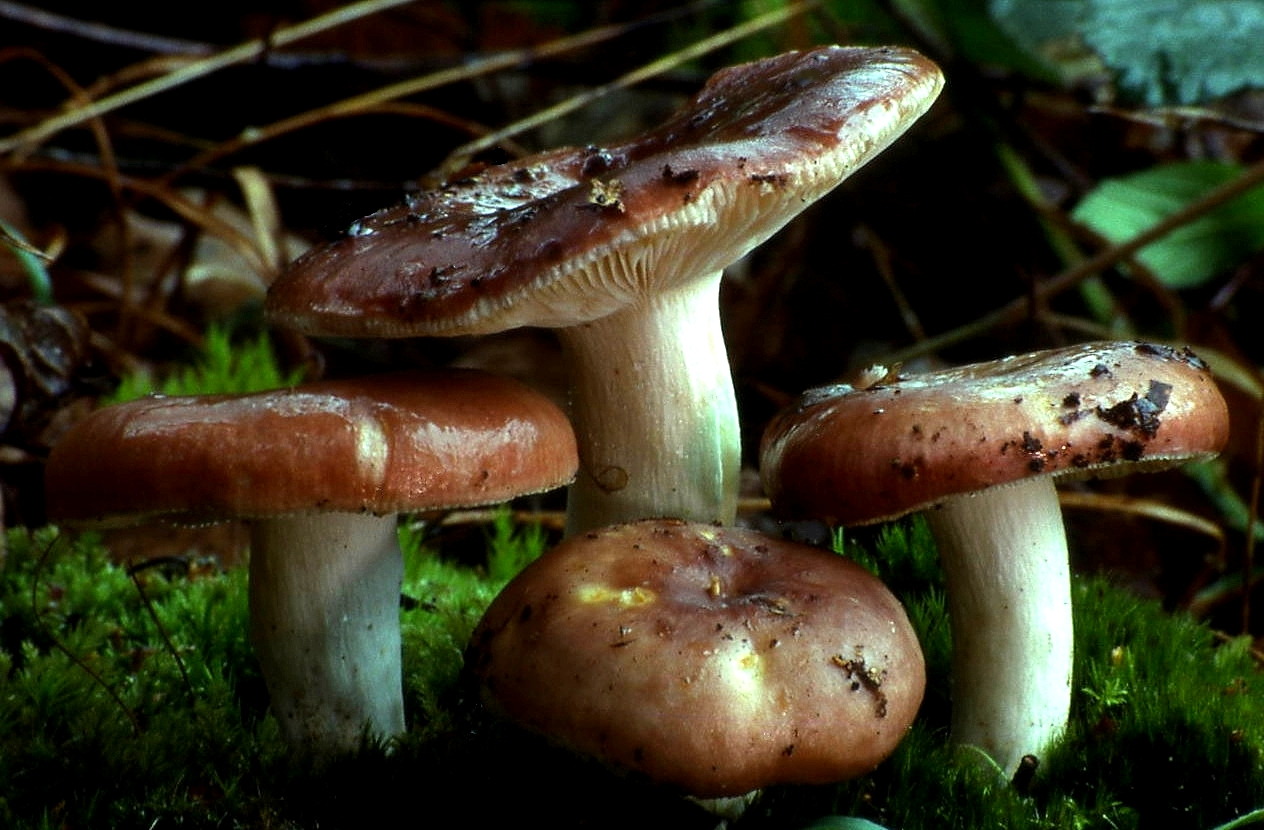
Russula vesca
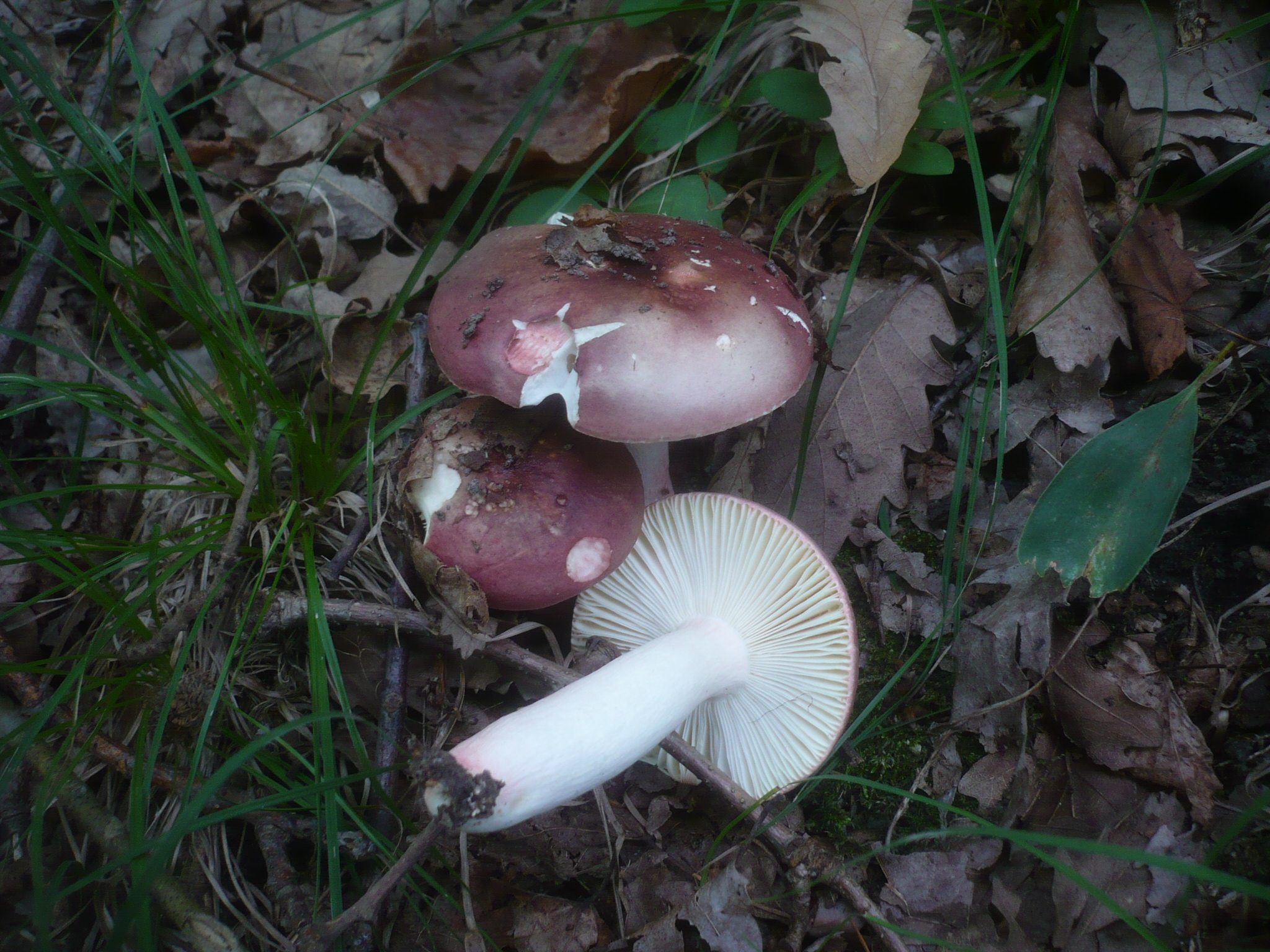
Russula vinosobrunnea
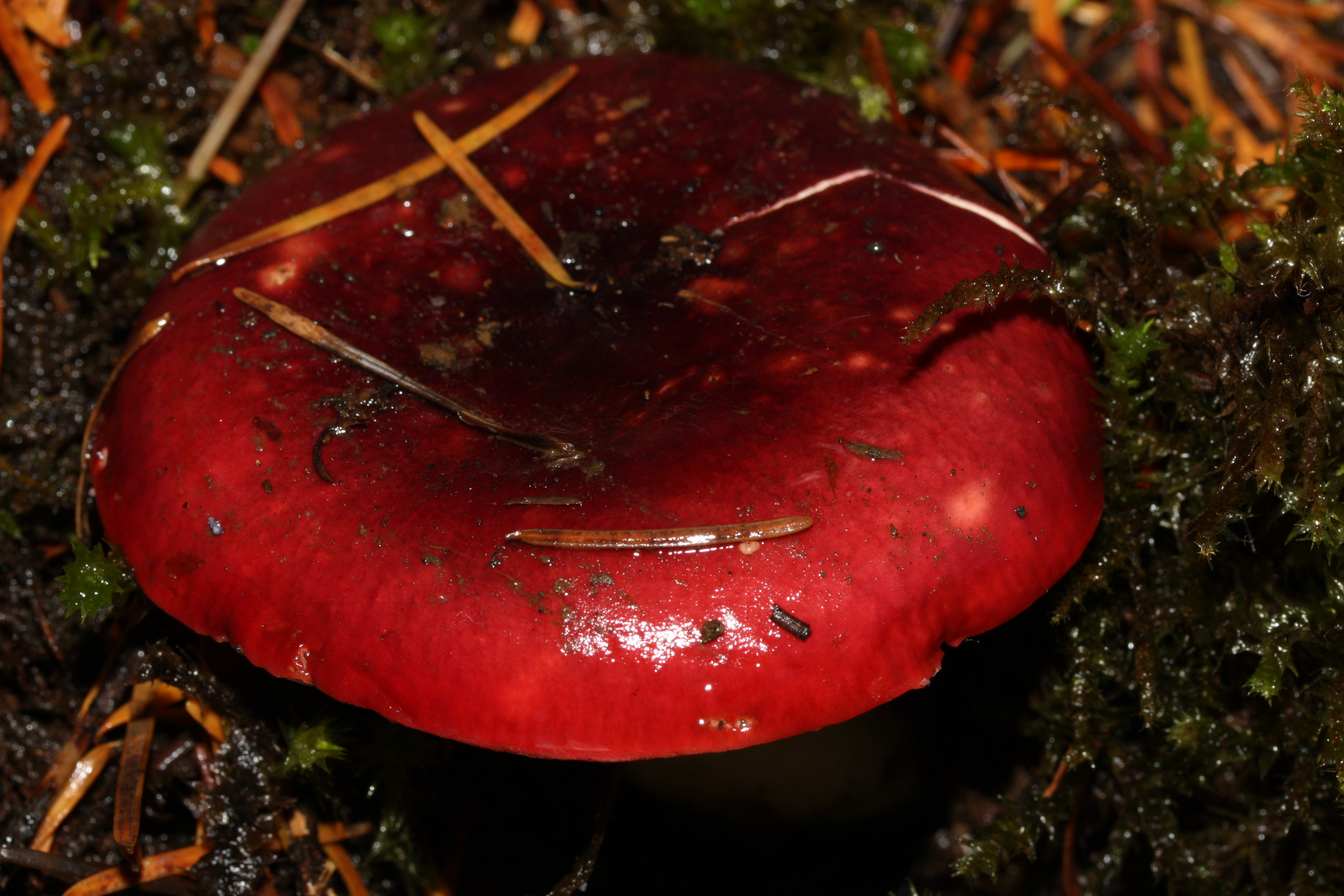
Russula xerampelina
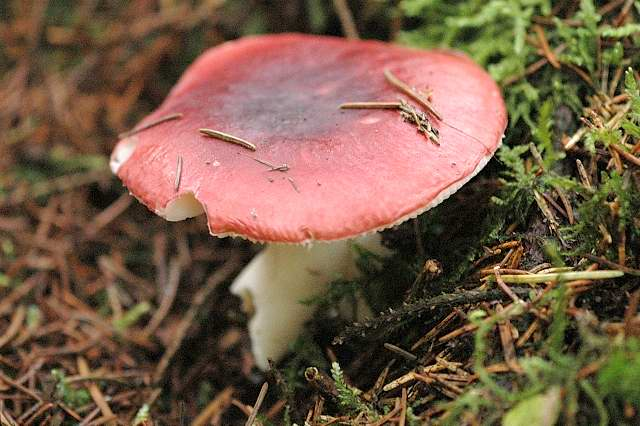
!Russula.badia!
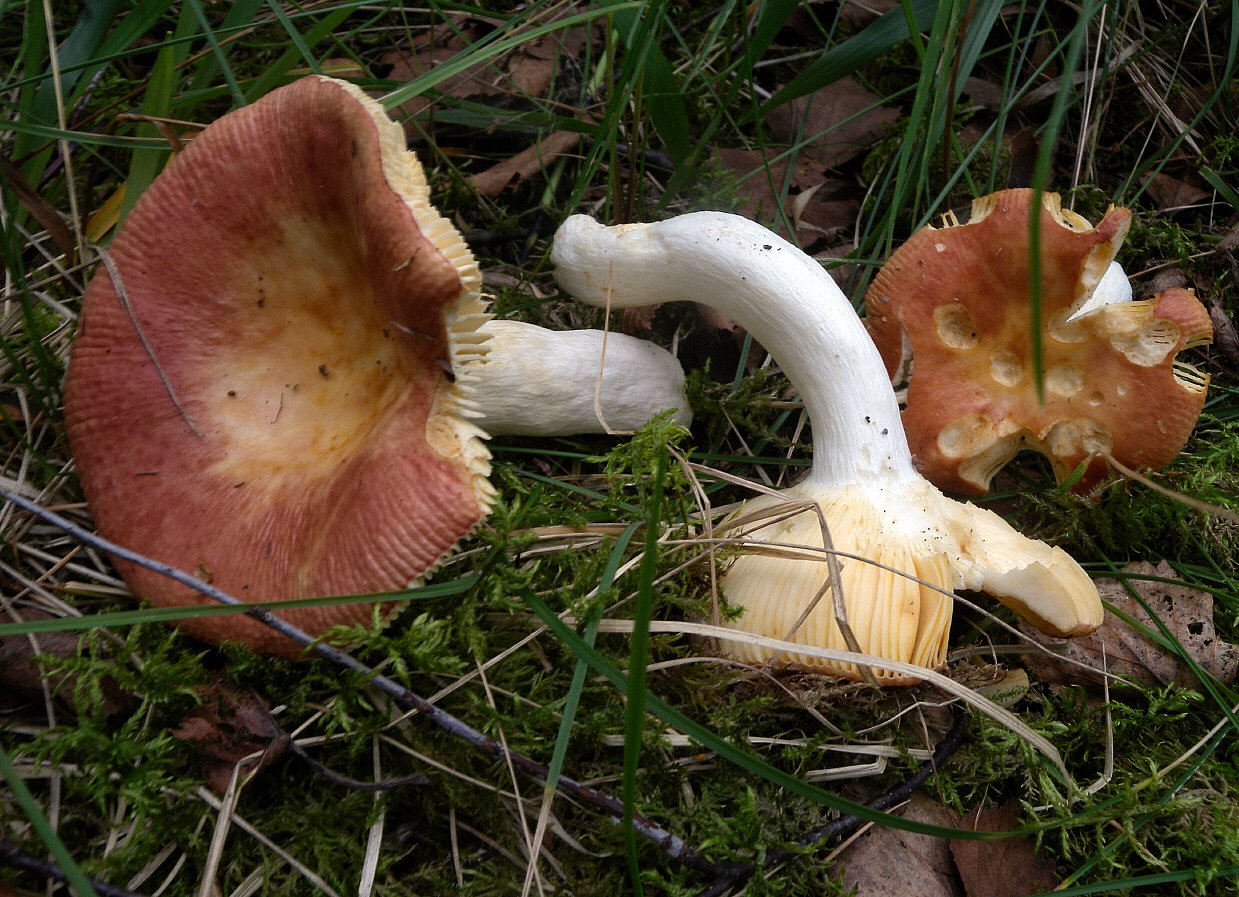
!Russula mesospora!
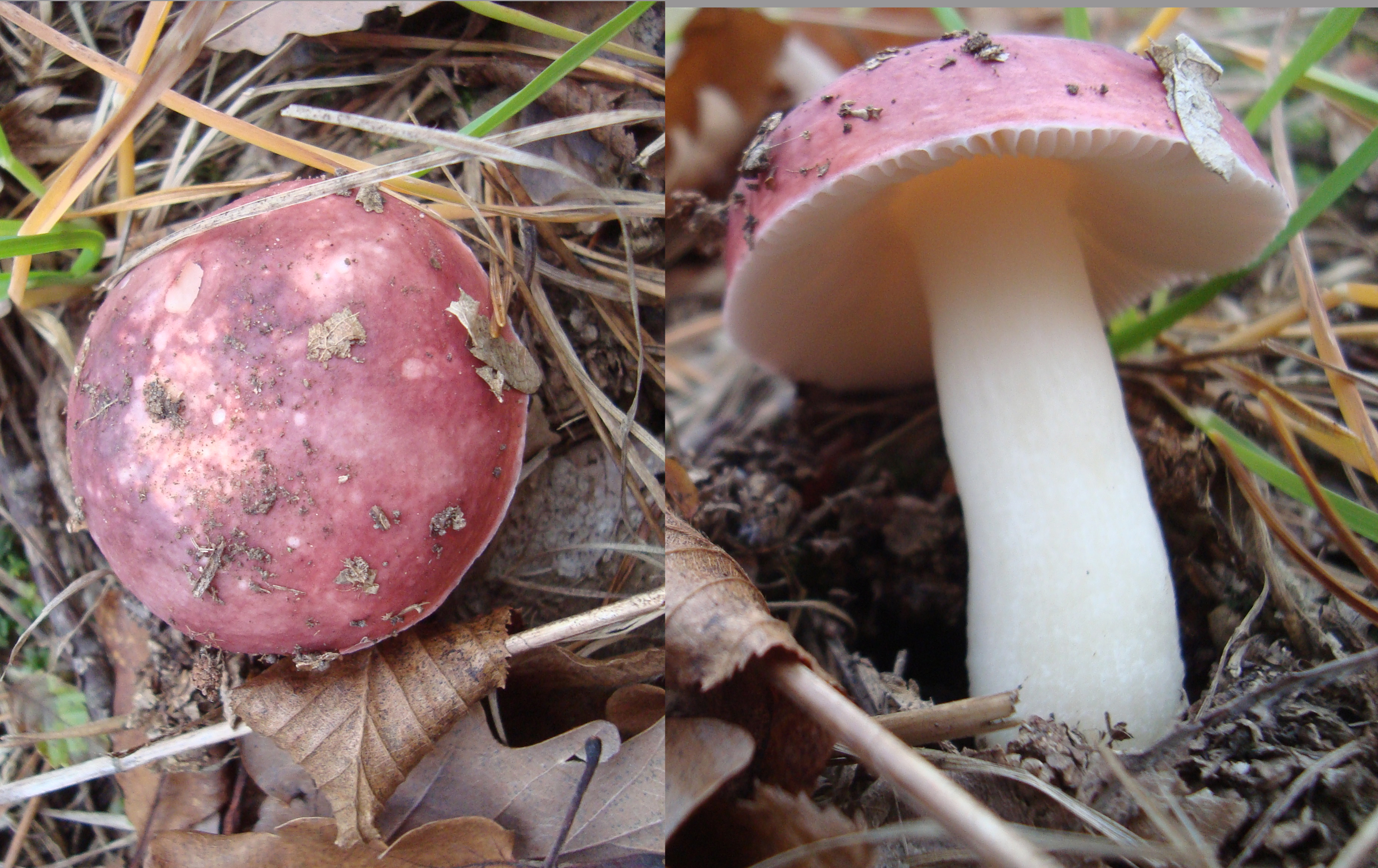
!Russula pseudointegra!
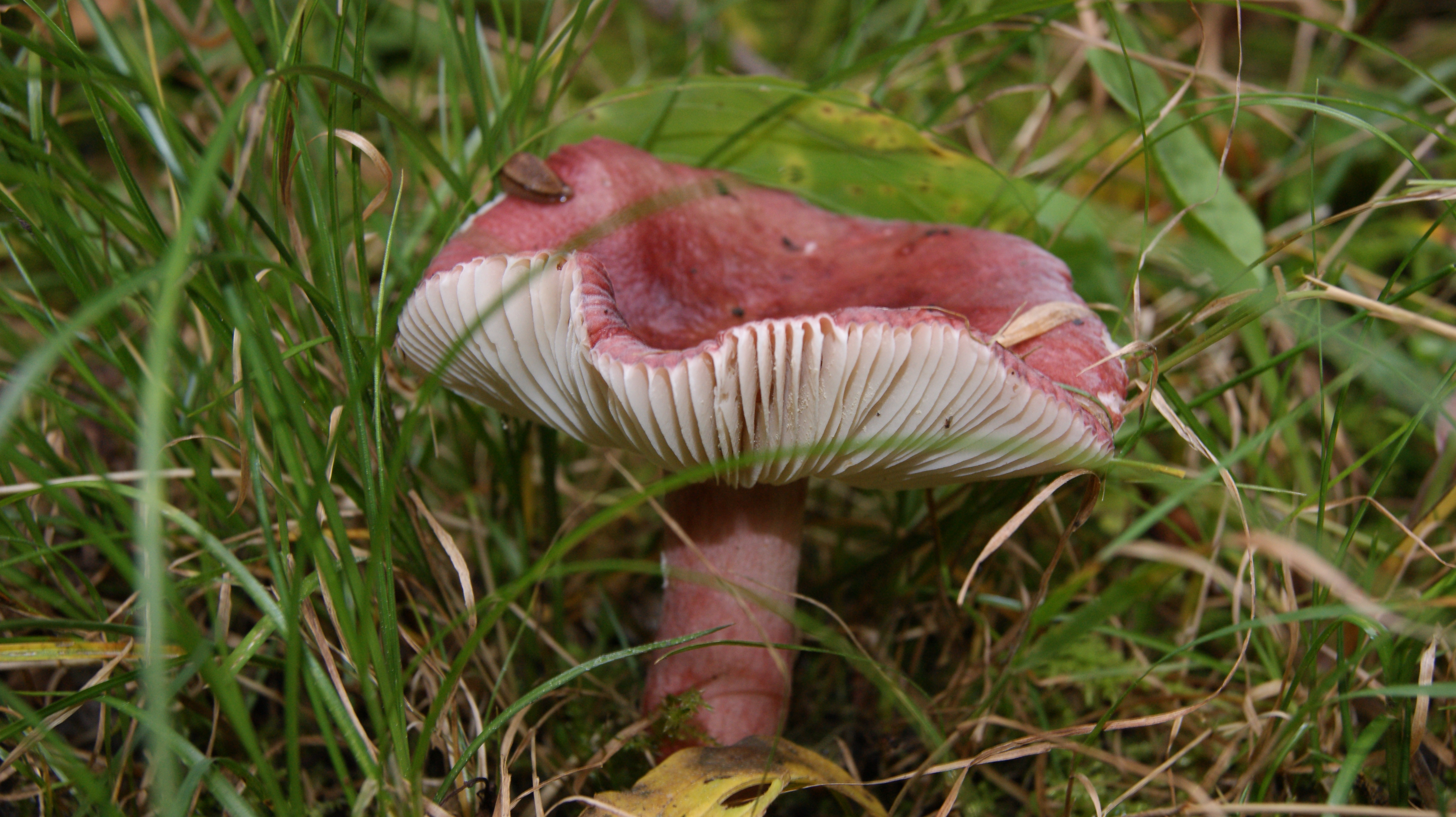
!!Russula queletii!!
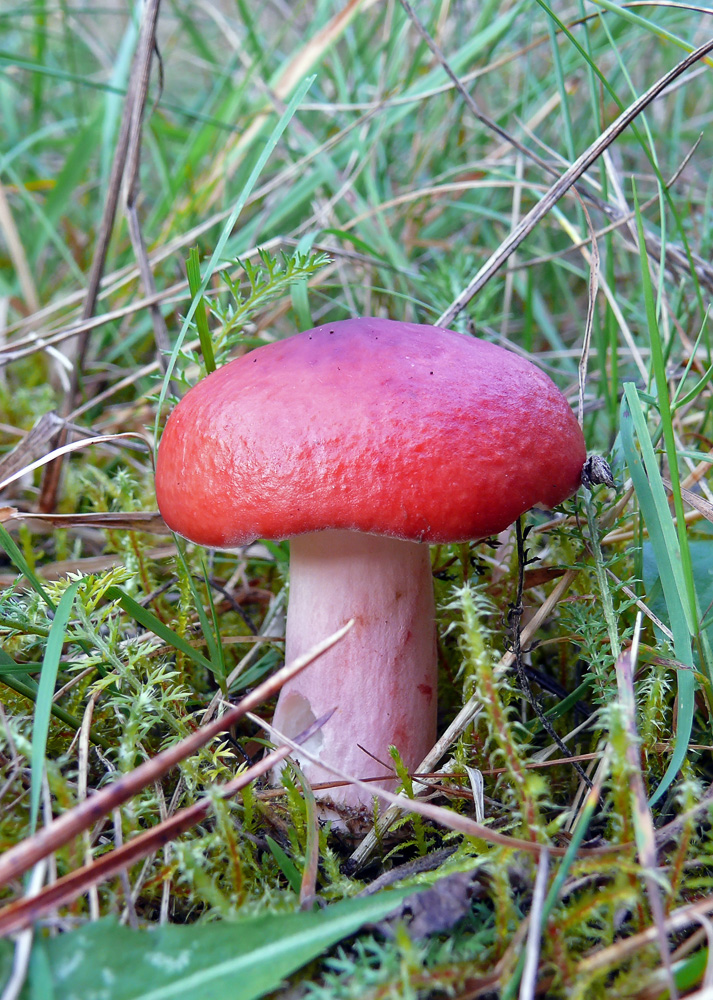
!Russula rhodopus!
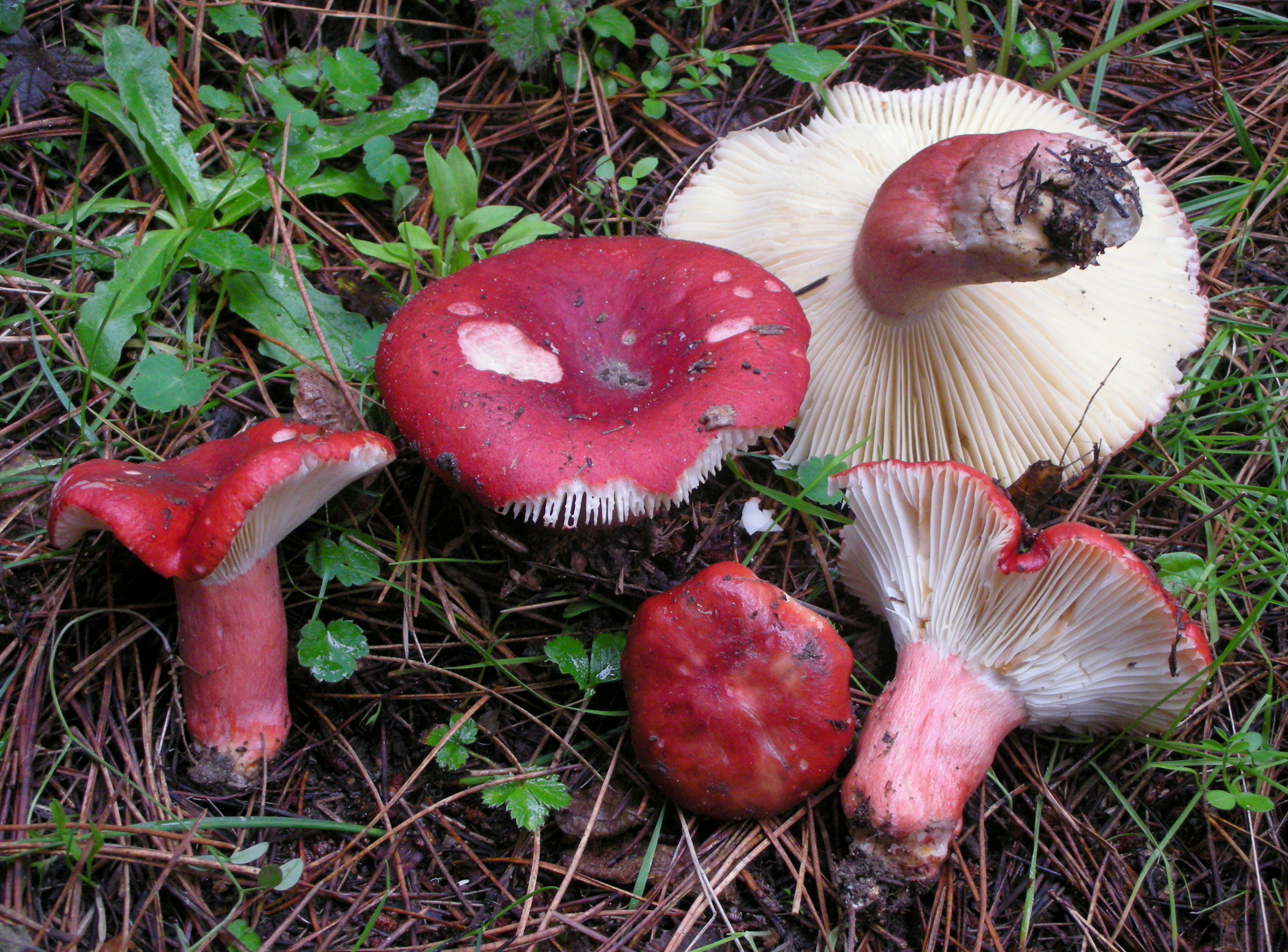
!Russula sanguinea!

## Valorificare
Pâinișoara este, datorită cârnii foarte dense și compacte, o ciupercă bună pentru consum. Ea poate fi mâncată cel mai bine tânără, tăiată fin chiar și crudă într-o salată cu maioneză, hrean, verdețuri sau cu hrean și frișcă precum pe mod ardelean, friptă, cu cepe, boia ardei, smântână și pătrunjel tocat. Ciuperca poate fi pregătită de asemenea la grătar cu unt „à la maître d'hôtel”. Uscată singură nu este foarte apreciată, dar ea poate fi amestecată cu alți bureți de pădure.